# Kirkefondet
Kirkefondet er en uafhængig kirkelig organisation, hvis formål i dag er at inspirere og rådgive Folkekirkens menigheder i deres arbejde med at skabe liv og vækst i kirken.
Organisationen, som har adresse på Frederiksberg, har en lille stab af lønnede medarbejdere og en stor kreds af frivillige aktive og finansieres ikke af offentlige midler, men af indsamlinger og gaver. Der arbejdes bl.a. med målsætning i kirkens arbejde, fremtidens menigheder, vejkirker og andre åbne kirker og fornyelse i gudstjenesten og udgiver materialer, holder kurser samt foredrag om kirkens liv og vækst.
Kirkefondet blev oprettet i 1890, oprindeligt under navnet Københavns Kirkefond, og arbejdede med at indsamle penge og få bygget kirker i den hastigt voksende hovedstad. Desuden var målsætningen at opbygge aktive menigheder omkring de nye kirker, hvor der blev dannet såkaldte menighedssamfund af de aktive kirkemedlemmer. Sidenhen blev Kirkefondets arbejdsområde udvidet til hele landet. Efter en lovændring, som gav mulighed for at finansiere nye kirker gennem kirkeskattemidler skiftede Kirkefondets arbejde karakter. I dag vil Kirkefondet "virke for liv og vækst i folkekirkens menigheder og at fremme mulighederne for at gå nye veje i den kristne forkyndelse".

## Ekstern kilde/henvisning
- Kirkefondets officielle hjemmeside